# Hrisztov Toma
Hrisztov Toma (Budapest, 1994. augusztus 16. –) magyar színész, bábművész.

## Életpályája
2015-2017 között a Pesti Magyar Színiakadémia tanulója volt. 2017-2022 között a Színház- és Filmművészeti Egyetem hallgatója volt, színművész szak – bábszínész szakirányon, Ellinger Edina és Meczner János osztályában. Fél évet kint töltött Erasmus ösztöndíjjal Párizsban, a Nanterre-i Egyetemen.
2022-től szabadúszó, több színházban is játszott és játszik: Vidám Színpad, Budapest Bábszínház, Gólem Színház, Radnóti Színház, Pesti Magyar Színház, Griff Bábszínház, Pinceszínház, Ciróka Bábszínház, Trafó, Jurányi Ház. Színpadi alakításai mellett nagyjátékfilmekben, tévéjátékban, sorozatokban, kisfilmekben és reklámokban is játszott, nemzetközi sorozatokban szerepelt angolul, párizsi tanulmányai alatt pedig francia nyelven lépett színpadra.
Szinkronizálással is foglalkozik.

## Színházi szerepei

### Vidám Színpad
- Szextett (Bruce)
- 39 lépcsőfok (Richard Hannay)
- Tanulmány a nőkről (Egri Péter)

### Gólem Színház
- Mundstock úr

### Budapest Bábszínház
- Anima

### Jurányi Ház
- Foglalkozása: Petőfi Sándor felesége (TÁP Színház)
- Ki ölte meg az apámat (Füge Produkció – ESZME)

### Trafó
- A katona története

### Ciróka Bábszínház
- Barguzin – lehullt csillag fénye

## Filmes és televíziós szerepei
- Kincsem (2017)
- Apatigris (2021) ...Pincér
- Doktor Balaton (2021) ...Pincér
- Külön falka (2021)
- Oltári történetek (2022) ...Bence
- Frici & Aranka (2022)
- Együtt kezdtük (2022) ...Deák Geri
- Tom Clancy's Jack Ryan (2022) ...Young Rolan Antonov
- The Fear Index (2022) ...Paramedic
- Semmelweis (2023) ...Rendőr
- …a szomszéd tehene (2024) ...madarász